# Jeannette Pointu
Jeannette Pointu est une série de bande dessinée créée par Marc Wasterlain dans Spirou en 1982. Dupuis a publié les vingt premiers albums de la série de 1983 à 2005 ; le vingt-et-unième l'a été par Mosquito en 2020.
Journaliste que son métier conduit à faire des reportages dans le monde entier, Jeannette Pointu découvre des lieux aussi différents que les ruines atlantes, l'Amazonie ou la planète Mars. C'est, selon Patrick Gaumer, « une des séries les plus réussies des années 1980 [...], inhabituelle dans le registre parfois sclérosé de la bande dessinée tout public ».

## Description
Dans sa critique du Dragon vert, premier épisode de la série à être publié, Thierry Groensteen évoque une « réussite éclatante » qui « atteste l'ampleur et la fécondité d'un talent encore largement méconnu », un exemple de « la véritable bande dessinée adulte ». Il y loue la capacité de l'auteur à évoquer des problèmes politiques contemporains — guerre civile, trafic de drogue, corruption, malnutrition, etc. — sans tomber dans « les écueils de la complaisance morbide, du didactisme sentencieux, du moralisme à bon marché et de la bonne conscience confortable » ; ainsi Jeannette Pointu tente d'aider certains individus sans prétendre changer le cours général des choses. De plus, l'album offre un personnage féminin convaincant et peu stéréotypé, bien que conforme à la « tradition scoutiste et tintinienne » du héros défendant les opprimés.

## Albums
- Collection « Carte blanche Spirou »

7. Le Dragon vert, 1983. Publié dans Spirou en 1982.
- Série régulière :

1. Le Fils de l'Inca, 1985  (ISBN 2-8001-1133-X). Publié dans Spirou en 1982-1983.
2. 4 x 4, 1986  (ISBN 2-8001-1411-8). Publié dans Spirou en 1986.
3. Le Dragon vert, 1987  (ISBN 2-8001-1482-7). Publié dans Spirou en 1982.
4. Yeren, le singe qui marchait debout, 1987  (ISBN 2-8001-1557-2). Publié dans Spirou en 1987.
5. Reportages, 1989  (ISBN 2-8001-1598-X). Publié dans Spirou en 1988.
6. Le Secret atlante, 1992  (ISBN 2-8001-1932-2). Publié dans Okapi.
7. Mission sur Mars, 1993  (ISBN 2-8001-2037-1). Publié dans Okapi.
8. Le Tigre de Tasmanie, 1994  (ISBN 2-8001-2103-3). Publié dans Spirou en 1992-1993.
9. Les Femmes girafes, 1995  (ISBN 2-8001-2180-7). Publié dans Okapi.
10. Casque bleu, 1995  (ISBN 2-8001-2210-2). Publié dans Spirou en 1994-1995.
11. Le Monstre, 1996  (ISBN 2-8001-2257-9). Publié dans Okapi.
12. Les Fourmis géantes, 1997  (ISBN 2-8001-2425-3). Publié dans Spirou en 1997.
13. Le Trésor des calanques, 1998  (ISBN 2-8001-2578-0). Publié dans Okapi.
14. Le Grand Panda, 1999  (ISBN 2-8001-2789-9). Publié dans Spirou en 1998-1999.
15. Aventure virtuelle, 2000  (ISBN 2-8001-2939-5). Publié dans Spirou en 1999-2000.
16. Les Hommes-feuilles, 2001  (ISBN 2-8001-3091-1). Publié dans Spirou en 2001[4].
17. Opération clonage, 2002  (ISBN 2-8001-3223-X). Publié dans Spirou en 2002.
18. Femmes massaïs, 2003  (ISBN 2-8001-3347-3) Contient les histoires « Ngorongoro » (Tanzanie), « Burka » (Afghanistan), « Indi » (Inde), « Road Train » (Australie), « Nying-Ba » (Népal) et « La pédégère » (une grande ville). Publié dans Spirou en 2002-2003.
19. Les Amazones, 2004  (ISBN 2-8001-3478-X) Contient les histoires « Les Amazones » (Amazonie), « La pirate » (mer de Chine), « Chien jaune » (porte-avions Charles de Gaulle), « La petite fugueuse » (une banlieue), « Femmes peules » (Niger). Publié dans Spirou en 2003-2004.
20. Chasseurs de Tornades, 2005  (ISBN 2-8001-3643-X) Contient les histoires « Chasseurs de tornades » (États-Unis), « Bois d'ébène », « La Reine des sables », « Tambalacoque », « La Mer perdue » (mer d'Aral) et « Erébus » (Antarctique). Publié dans Spirou en 2004-2005.

- Collection « Lily Mosquito »

21. Fake news fiction, 2020 (ISBN 978-2-352-83531-8)